# Medlov (ort i Tjeckien, Södra Mähren)
Medlov är en köping i Tjeckien.   Den ligger i regionen Södra Mähren, i den sydöstra delen av landet, 190 km sydost om huvudstaden Prag. Medlov ligger 202 meter över havet och antalet invånare är 619.
Terrängen runt Medlov är huvudsakligen platt, men västerut är den kuperad.Runt Medlov är det ganska tätbefolkat, med 78 invånare per kvadratkilometer. Närmaste större samhälle är Brno, 18,8 km norr om Medlov. Trakten runt Medlov består till största delen av jordbruksmark.